# 石窝镇 (北流市)
石窝镇，是中华人民共和国广西壮族自治区玉林市北流市下辖的一个乡镇级行政单位。

## 行政区划
石窝镇下辖以下地区：
石窝村、六金村、河浪村、石录村、蒙冲村、龙田村、上垌村、煌炉村、山平村、沙田村、那鞋村、大鹏村、上珍村、下珍村、华东村、东华村、雀山村、坡头村、平田村和黄田村。